# Mexiletine
La mexiletine (ou mexilétine), est une molécule utilisée comme médicament antiarythmique et vendue entre autres sous la marque Mexitil.

## Usage médical
Il s'agit d'un antiarythmique de classe IB (classification de Vaghan Williams) qui agit comme un bloqueur des canaux sodiques,.
Elle est utilisée pour traiter les arythmies ventriculaires qui mettent la vie en danger et certains types de myotonie,. Elle peut être utilisé en seconde ligne, lorsque les traitements de référence ne fonctionnent pas. Bien qu'il ait été utilisé pour la neuropathie diabétique, une telle utilisation n'est pas validée. Elle peut être prise par voie orale.

## Effets secondaires
Les effets secondaires courants comprennent une gêne thoracique, des maux de tête, des étourdissements et des nausées. D'autres effets secondaires peuvent inclure des arythmies, une insuffisance cardiaque, des problèmes hépatiques, un faible nombre de plaquettes, des convulsions et un faible nombre de globules blancs.

## Histoire
L'utilisation médicale de la mexilétine a été approuvée en 1985 aux États-Unis. Elle est disponible sous forme de médicament générique. Au Royaume-Uni, 100 comprimés de 167 mg coûtent au NHS environ 5 000 livre sterling en 2021. Aux États-Unis, 100 comprimés de 150 mg coûtent environ 47 dollar américain.